# San Lorenzo de Cárdenas González
San Lorenzo de Cárdenas González är en ort i Mexiko.   Den ligger i kommunen Méndez och delstaten Tamaulipas, i den centrala delen av landet, 700 km norr om huvudstaden Mexico City. San Lorenzo de Cárdenas González ligger 64 meter över havet och antalet invånare är 299.
Terrängen runt San Lorenzo de Cárdenas González är platt, och sluttar österut. Runt San Lorenzo de Cárdenas González är det glesbefolkat, med 8 invånare per kvadratkilometer. Närmaste större samhälle är Plan del Alazán, 18,4 km öster om San Lorenzo de Cárdenas González. Trakten runt San Lorenzo de Cárdenas González består i huvudsak av gräsmarker.